# Vioolsonate (Collins)
Edward Joseph Collins zou gedurende zijn leven vijf Vioolsonates hebben gecomponeerd. Tijdens onderzoek naar het leven en de werken zijn deze althans teruggevonden in dagboekfragmenten, concertprogramma’s en recensies. Voor wat bladmuziek is de situatie totaal anders; er zijn slechts twee delen teruggevonden en dan nog van twee verschillende sonates. Dat onderzoek vond plaats in het kader van de uitgave van de muziek van deze Amerikaanse componist op het platenlabel Albany Records.
Collins zou de volgende sonates hebben gecomponeerd:
- vioolsonate in D majeur
- vioolsonate in G majeur
- vioolsonate in C mineur
- vioolsonate in A majeur
- vioolsonate in F majeur.

Collins was voor wat de administratie van zijn werken een chaoot. Er is veel zoekgeraakt en als hij ideeën had voor een nieuwe compositie dan begon hij verder te schrijven op een blad dat al in gebruik was voor een ander werk. Van de sonate in G majeur is (waarschijnlijk) deel 1 uitvoerbaar. Voor het bewaarde Allegro is geen exacte datering mogelijk. De pianopartij draagt namelijk “opus 2”, de vioolpartij draagt "opus 14". Aan de hand van dat laatste vermoedt men een compositiejaar rond 1915, want van de componist is wel een opus 15 bekend, Vier walsen en die werden in 1916 uitgegeven. Zekerheid is er echter niet, gezien de pianopartij.
De muziek van het Allegro is romantisch van stijl. 
Van de andere bewaarde vioolsonate is alleen een fragment van één deel teruggevonden. Men heeft nog niet kunnen analyseren bij welke vioolsonate het thuishoort. Wel is bekend, dat het opgedragen is aan een Nederlandse violist, Leon Sametini.